# Nazionale femminile di calcio della Grecia
La nazionale femminile di calcio della Grecia è la rappresentativa calcistica femminile internazionale della Grecia, gestita dalla locale federazione calcistica (EPO).
In base alla classifica emessa dalla FIFA il 12 giugno 2025, la nazionale femminile occupa il 61º posto del FIFA/Coca-Cola Women's World Ranking.
Come membro dell'UEFA partecipa a vari tornei di calcio internazionali, come al campionato mondiale FIFA, al campionato europeo UEFA, ai Giochi olimpici estivi, all'UEFA Women's Nations League e ai tornei ad invito. Ha preso parte ai Giochi della XXVIII Olimpiade come rappresentativa del paese ospitante, perdendo tutte e tre le partite della fase a gironi.

## Storia
La nazionale greca debuttò in una competizione internazionale il 3 luglio 1991, perdendo un'amichevole contro l'Italia. L'anno seguente prese parte per la prima volta alle qualificazioni al campionato europeo 1993, ottenendo un pareggio contro la Romania alla prima partita, per poi perdere le altre tre. Dopo aver concluso all'ultimo posto il proprio raggruppamento nelle qualificazioni seguenti, in quelle per l'europeo 1997 venne inserita nella classe B, che non dava accesso diretto alla fase finale; concluse il gruppo 7 all'ultimo posto, riuscendo, però, a vincere contro la Svizzera la sua prima partita. La Grecia rimase nella classe B delle qualificazioni all'europeo nei successivi due cicli. Quando questa classificazione venne abolita, ossia in occasione delle qualificazioni all'europeo 2009, la squadra venne ammessa direttamente al turno principale. Analogamente, nelle qualificazioni al campionato mondiale la nazionale greca venne inserita nella classe B che non dava accesso alla fase finale del mondiale nelle qualificazioni al mondiale 2003, passando invece al turno principale in quelle per il campionato 2007. Nelle sue partecipazioni la squadra non è riuscita a qualificarsi alle fasi finali né alle fasi play-off del campionato mondiale e del campionato europeo.
Nel 2004 la nazionale greca ha partecipato al torneo femminile di calcio ai Giochi della XXVIII Olimpiade come rappresentativa del paese ospitante, dato che i Giochi vennero ospitati da Atene. La squadra venne inserita nel girone G assieme a Stati Uniti, Australia e Brasile, perdendo tutte e tre le partite, senza segnarne alcuna: 0-3 all'esordio contro le statunitensi, 0-1 contro le australiane, 0-7 contro le brasiliane, venendo eliminate dal torneo.
Nell'edizione inaugurale dell'UEFA Women's Nations League venne inserita nella Lega B, e, concludendo al quarto ed ultimo posto il gruppo 3, venne retrocessa in Lega C. Le qualificazioni al campionato europeo 2025 vennero disputate con un nuovo formato, simile a quello della Nations League e la Grecia venne inserita nella Lega C. Concluse il proprio girone al primo posto, venendo promossa in Lega B ed accedendo agli spareggi: dopo aver pareggiato la gara d'andata contro il Belgio, perse nettamente il ritorno, mancando l'accesso al secondo turno.

## Partecipazioni ai tornei internazionali
Legenda: Grassetto: Risultato migliore, Corsivo: Mancate partecipazioni

## Selezionatori
| Anni      | Nome                   |
| --------- | ---------------------- |
| 2002-2004 | Xanthí Konstantinídou  |
| 2004-2011 | ?                      |
| 2011-2014 | Vangelis Koutsakis     |
| 2014      | Dimitrios Batsilas     |
| 2014-2018 | Dimosthénis Kávouras   |
| 2018-2020 | Antonis Prionas        |
| 2020-2023 | Geōrgios Kyriazīs      |
| 2023-     | Aléxandros Katikarídis |

## Tutte le rose

### Olimpiadi
Calcio ai Giochi Olimpici Estivi 20041 Giatrakis, 2 Lagoumtzi, 3 Smith, 4 Stratakis, 5 Pouridou, 6 Michailidou, 7 Soupiadou, 8 Katsaiti, 9 Tefani, 10 Chatzigiannidou, 11 Panteliadou, 12 Loseno, 13 Kavvada, 14 Papadopoulou, 15 Kalyvas, 16 Benson, 17 Lazarou, 18 Moschos, 19 Fostiropoulou, 20 Theochari, 21 Adamaki, 22 Papathanasiou, CT: Konstantinidou